# Promieniowanie jonizujące

Przenikliwość promieniowania jądrowego

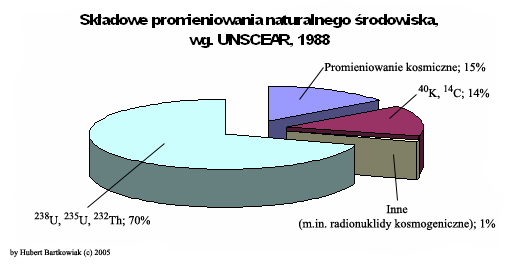
Skład promieniowania tła według UNSCEAR

Promieniowanie jonizujące – wszystkie rodzaje promieniowania, które wywołują jonizację ośrodka materialnego, tj. oderwanie przynajmniej jednego elektronu od atomu lub cząsteczki albo wybicie go ze struktury krystalicznej. Za promieniowanie elektromagnetyczne jonizujące uznaje się promieniowanie, którego fotony mają energię większą od energii fotonów światła widzialnego.
Typowo do jądrowego promieniowania jonizującego zalicza się:
- promieniowanie alfa (α), czyli jądra helu; ładunek elektryczny +2e;
- promieniowanie beta (β–, β+), czyli elektrony i antyelektrony; ładunek elektryczny, odpowiednio, -e, +e;
- promieniowanie gamma, czyli wysokoenergetyczne fotony.

Substancje emitujące promieniowanie jonizujące nazywamy promieniotwórczymi.

## Absorpcja
Pochłanianie (absorpcja) promieniowania jonizującego zachodzi na skutek jego oddziaływania z materią. Wywołana jest wieloma różnymi zjawiskami, zależnie od rodzaju promieniowania. Dla promieniowania alfa i beta, to przede wszystkim wzbudzanie i jonizacja atomów. Hamowanie cząstek w polu elektrycznym, zjawisko fotoelektryczne i rozpraszanie komptonowskie dla promieniowania gamma.

### Jonizacja bezpośrednia i pośrednia
Promieniowanie może jonizować materię dwojako: 
- bezpośrednio,
- pośrednio.

Promieniowanie jonizujące bezpośrednio, to strumień cząstek obdarzonych ładunkiem elektrycznym jonizujących głównie przez oddziaływanie kulombowskie. Może to być promieniowanie alfa i beta.
Promieniowanie jonizujące pośrednio to promieniowanie składające się z obiektów nieposiadających ładunku elektrycznego. Jonizuje ono materię poprzez oddziaływania inne niż kulombowskie, np.
- rozpraszanie komptonowskie,
- efekt fotoelektryczny,
- kreację par elektron - pozyton.

Najważniejsze przykłady: promieniowanie neutronowe (n), promieniowanie elektromagnetyczne (promieniowanie rentgenowskie (X), promieniowanie gamma (γ); o energiach wyższych od energii nadfioletu).

## Detekcja
Detektory promieniowania jonizującego rejestrują zmianę energii promieniowania na formę mierzalną (reakcje chemiczne, światło, prąd elektryczny, ciepło).

## Zastosowanie
Absorpcja promieniowania przez materię jest wykorzystywana w wielu metodach badawczo-pomiarowych, np. radiografii przemysłowej, rentgenografii strukturalnej. W medycynie - radiologii: w celach leczniczych i diagnostycznych (radioterapia, medycyna nuklearna). 

## Szkodliwość biologiczna
Promieniowanie jonizujące jest pochłaniane przez tkanki organizmów żywych. Stopień absorpcji zależy od rodzaju tkanki i promieniowania (jego rodzaju i energii). Pochłanianie przez tkanki miękkie zbliżone jest do absorpcji w wodzie. 
Względną szkodliwość biologiczną danego rodzaju promieniowania jonizującego opisuje bezwymiarowa wielkość zwana współczynnikiem wagowym promieniowania, przeliczająca dawkę pochłoniętą w grejach (J/kg) na dawkę równoważną w siwertach (ICRP 60). Dawniej do tego celu stosowany był współczynnik jakości promieniowania (ang. Quality Factor, QF, ICRP 26), przy czym różnice między tymi wielkościami nie polegają wyłącznie na różnych wartościach przypisanych różnym rodzajom promieniowania.

### Hipotezy dotyczące szkodliwości małych dawek
Wpływ małych dawek promieniowania jonizującego, o wielkości naturalnego tła lub kilkakrotnie większym, na organizm ludzki jest przedmiotem sporu naukowców.
Powstały dwie hipotezy:
- hormezy radiacyjnej – zakłada ona pozytywny wpływ małych dawek promieniowania na odporność na raka i choroby genetyczne,
- hipoteza LNT (liniowy model bezprogowy) – przyjmuje szkodliwość dowolnie małej dawki promieniowania.

Koncepcję hormezy potwierdzają badania epidemiologiczne prowadzone na terenach, gdzie poziom naturalnego promieniowania wielokrotnie przekracza średni poziom promieniowania tła. Jest ona też uzasadniona ewolucyjnie – nigdy w swojej historii ludzie nie byli odizolowani od promieniowania jonizującego, a całkowity jego brak byłby sytuacją nienaturalną, dlatego powinniśmy być do niego ewolucyjnie przystosowani.

## Naturalne tło promieniowania jonizującego
Promieniowanie jonizujące jest stale obecne w środowisku człowieka, zawsze i wszędzie. Jest to spowodowane głównie wszechobecnością radioizotopów różnych pierwiastków w przyrodzie oraz promieniowaniem kosmicznym. Naturalne promieniowanie jonizujące środowiska jest jednym z czynników powodujących mutacje w genach organizmów żywych, czyli jednym z czynników ewolucyjnych, którym zawdzięczamy różnorodność fauny i flory. 
Statystyczna roczna dawka promieniowania naturalnego wynosi 2,4 mSv (według UNSCEAR, 1988).